# Ère Eikyō
L'ère Eikyō (永享) est une des ères du Japon (年号), nengō, littéralement « le nom de l'année ») suivant l'ère Shōchō et précédant l'ère Kakitsu. Cette ère couvre la période allant du mois de septembre 1429 au mois de février 1441. L'empereur régnant est Go-Hanazono-tennō (後花園天皇).

## Changement de l'ère
- 1429 (Eikyō gannen 永享元年) : Le nom de la nouvelle ère est créé pour marquer un événement ou une succession d'événements. La précédente ère se termine quand commence la nouvelle, en Shōchō 1, le 29e jour du 7e mois quand est proclamé le nouvel empereur.

## Événements de l'ère Eikyō
- 14 avril 1429 (Eikyō 1, 9e jour de la 3e mois) : Ashikaga Yoshinori est honoré à la cour et par la suite est connu comme Yoshinori[3].
- 1429 (Eikyō 1) : Yoshinori est nommé shogun[4].
- 1430 (Eikyō 2) : L'armée du Sud  capitule[4].
- 1432 : Fuite d'Akamatsu Mitsusuke. Yoshinori reçoit un récrit en provenance de Chine[5].
- 1433 (Eikyō 5, 6e mois) : Dans le cadre classique des relations étrangères de la Chine impériale, l'empereur de Chine envoie une lettre au shogun Yoshinori dans laquelle les Chinois supposent que le chef du shogunat Ashikaga est effectivement le « roi du Japon »[6].
- 1433 (Eikyō 5) : Ōtomo et les moines Hieizan entrent en rébellion[4].
- 1434 : Le Tosen-Bugyo est établi afin de réglementer les affaires étrangères[7].
- 1436 (Eikyō 6) : La pagode Yasaka à Hokan-ji à Kyoto est détruite par un incendie.
- 1438 (Eikyō 10) : Ashikaga Mochiuji se révolte contre le shogunat Muromachi (Eikyō-no-ran (永享の乱?))[8].
- 1439 (Eikyō 11) : Mochiuji est vaincu et se suicide. L'insatisfaction générale avec Yoshinori s'étend[9].
- 1440 (Eikyō 12) : La pagode Yasaka à Hokan-ji à Kyoto est reconstruite par Yoshinori.
- 1441: Yoshinori accorde à Shimazu la souveraineté sur les îles Ryūkyū. Akamatsu assassine Yoshinori (incident de Kakitsu). Yamana tue Akamatsu[10].

| Eikyō     | 1re  | 2e   | 3e   | 4e   | 5e   | 6e   | 7e   | 8e   | 9e   | 10e  | 11e  | 12e  | 13e  |
| Grégorien | 1429 | 1430 | 1431 | 1432 | 1433 | 1434 | 1435 | 1436 | 1437 | 1438 | 1439 | 1440 | 1441 |